# Airtime

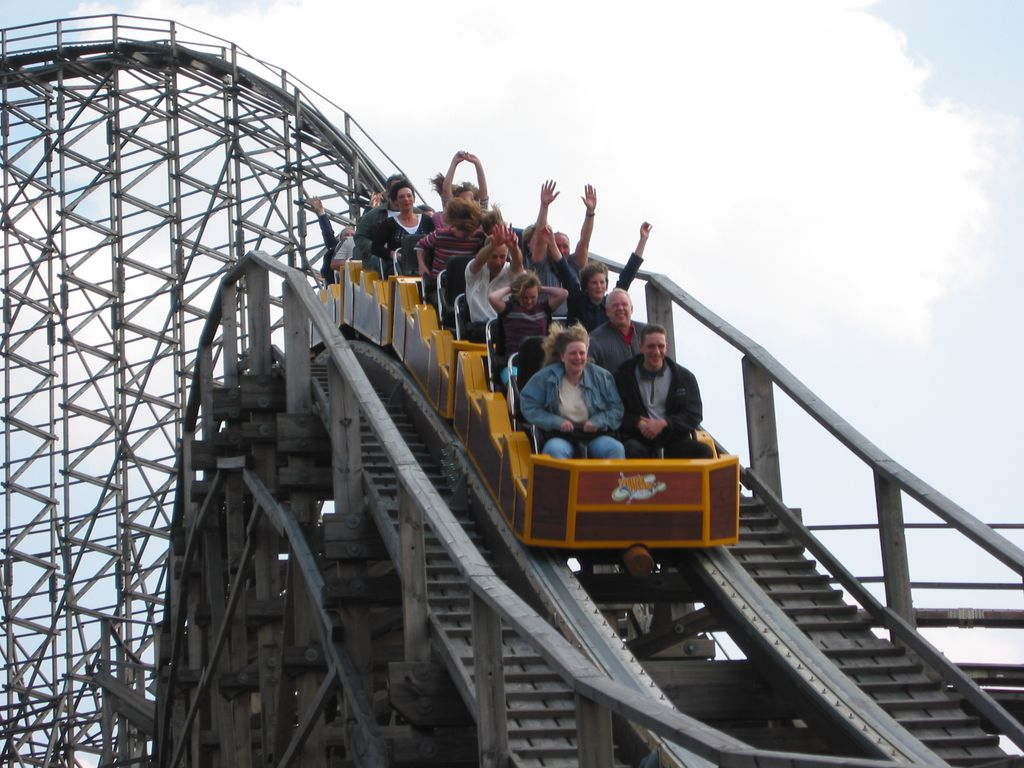
Holzachterbahn mit vielen Airtime-Momenten: Colossos - Kampf der Giganten

Airtime (deutsch etwa: „Zeit in der Luft“) ist ein englischsprachiger Begriff für das Gefühl der Schwerelosigkeit beziehungsweise des Abhebens aus dem Sitz insbesondere bei Achterbahnen, aber auch bei anderen Fahrgeschäften (z. B. Freifalltürme). Der Effekt entspricht einem kurzen Parabelflug bzw. freien Fall.

## Begriffe
Wörtlich übersetzt bedeutet Airtime „Luftzeit“, was darauf zurückzuführen ist, dass man während der Airtime schwebt oder sogar abhebt und damit „Zeit in der Luft verbringt“.
Je nach Stärke der entstehenden Kräfte unterscheidet man oft „Floating Airtime“ und „Ejector Airtime“. Unter „Floating“ (dt.: schwebend) versteht man eher leichte Kräfte um die 0-g-Grenze (Schwerelosigkeit), während beim „Ejector“ (dt.: Auswerfer/Ausstoßer) stärkere negative g-Kräfte auftreten, die den Mitfahrer ein kurzes Stück aus dem Sitz herausheben, bis er vom Rückhaltebügel gehalten wird.
Airtime wird vor allem durch Hügel, aber auch durch steile First Drops erzeugt.

## Erklärung
Das Gefühl der Schwerelosigkeit tritt auf, während die Bewegung des Passagiers eine Wurfparabel beschreibt. In dieser Phase hätte der Passagier ohne Kontakt zum Zug dieselbe Flugbahn. Ist die Achterbahn stärker gekrümmt als die Wurfparabel, werden der Zug und die Passagiere zusätzlich nach unten gezogen. Um nicht abzuheben, hat das Fahrwerk so genannte Underfriction-Wheels.